# Campylomormyrus alces
Campylomormyrus alces е вид лъчеперка от семейство Mormyridae. Видът не е застрашен от изчезване.

## Разпространение
Разпространен е в Ангола, Демократична република Конго и Централноафриканска република.

## Описание
На дължина достигат до 36 cm.